# Projur
Le projur était l'argot breton des couvreurs de Morlaix. Quelques mots de projur ont été collectés par Francis Gourvil et édités dans l'hebdomadaire Kroaz ar Vretoned en avril 1912. Selon Diwi Kervella, ce parler était assez proche du tunodo, l'argot des chiffonniers et des couvreurs de la Roche-Derrien.
| Projur         | Breton standard   | Français             |
| -------------- | ----------------- | -------------------- |
| projuri        | kaozeal           | parler               |
| tosoù          | patatez           | pommes de terre      |
| brif gwenn     | bara gwinizh      | pain de froment      |
| brif du        | bara segal        | pain de seigle       |
| mastig         | amann             | beurre               |
| Saint-Nicolas  | kig-sall          | viande salée         |
| teotach        | soubenn           | soupe                |
| drest          | mat, brav         | bien, beau           |
| ven            | fall, divalav     | mauvais, laid        |
| lans           | dour              | eau                  |
| lans gwenn     | gwin gwenn        | vin blanc            |
| lans ru        | gwin ruz          | vin rouge            |
| lans gregons   | piketez           | piquette             |
| ar bos         | ar mestr          | le maître            |
| ar buson       | mab ar mestr      | le fils du maître    |
| ur veizel      | ur plac'h         | une fille            |
| ur veizel jeun | ur plac'h yaouank | une jeune fille      |
| flêch          | arc'hant          | argent               |
| melchon Tahiti | butun             | tabac                |
| treid morzol   | anduilh           | andouille            |
| dizoari        | sellet en kuzh    | regarder secrètement |
| divoser        | diegus            | paresseux            |
| bourgeu        | fourmaj           | fromage              |
| morilhon       | kafe              | café                 |
| grefier        | kazh              | chat                 |